# Roewe
Roewe (кит: 荣威; піньїнь: Róngwēi) — автомобільний бренд, що належить китайському автовиробнику SAIC Motor з 2006 року. Спочатку автомобілі Roewe базувалися на технології, придбаній у неіснуючого британського автовиробника MG Rover.  SAIC не змогла придбати права на марку Rover (яка була збережена BMW, згодом продана Ford і зрештою повернута Jaguar Land Rover) і створила марку Roewe як заміну.  Автомобілі Roewe продаються на більшості експортних ринків за межами Китаю під маркою MG.

## Назва
Назва Roewe походить від невдачі SAIC придбати марку Rover у BMW у 2005 році (замість цього він був проданий компанії Ford у 2006 році, і наразі бренд належить Jaguar Land Rover). Складається з китайських ієрогліфів Róng і wēi, що приблизно означає «славетна сила», назва є транслітерацією Rover, хоча SAIC заявив, що воно походить від Löwe, німецького слова, що означає лев.

## Історія
SAIC придбала технологію, пов’язану з Rover 75 і Rover 25 після краху MG Rover у 2005 році, і марка Roewe вперше з’явилася на версії 75, Roewe 750. Спочатку компанія SAIC мала намір придбати всі активи британської компанії, що збанкрутувала, перевершила ставку Nanjing Automobile.  У 2007 році SAIC об’єдналася з Nanjing Auto, тож тепер вона контролює власність MG Rover, як-от ім’я MG і завод у Бірмінгемі та Лонгбриджі, які вона спочатку не могла придбати. 
Англійська інженерна фірма Ricardo допомогла розробити ранні моделі Roewe та заснувала нову компанію у Великобританії Ricardo (2010) Consultants Ltd, яка допомогла вивести 750 на ринок.  За даними SAIC, робота над транспортним засобом також проводилася в Китаї.  У 2007 році Ricardo був придбаний SAIC і перейменований на SAIC Motor UK Technical Centre.  У ньому працює понад 200 британських колишніх інженерів Rover.
Бренд Roewe представив електричний концепт-кар Roewe Vision-R на автосалоні в Гуанчжоу в Китаї 2015 року, який демонструє нове покоління мови дизайну Roewe для китайського бренду, що має гострі складки та решітку радіатора на всю ширину, яка є еволюцією від попереднього Roewe. щитова решітка. Нова тема дизайну була застосована до продуктів, випущених незабаром після цього, таких як Roewe i5, i6, RX3, RX5, RX7, RX8 і Marvel X, а також оновлених моделей Roewe 950 і Roewe 360 Plus.

## Продажі
Загалом у 2013 році в Китаї було продано 155 336 автомобілів Roewe, що зробило його 29-м найбільш продаваним автомобільним брендом у країні в тому році (і 13-м найбільш продаваним китайським брендом).